# Ząbinowice
Ząbinowice (kaszub. Ząbienica; niem. Gersdorf) – wieś kaszubska w Polsce na Pojezierzu Bytowskim położona w województwie pomorskim, w powiecie bytowskim, w gminie Bytów, 1 km na południe od drogi krajowej nr 20 ze Stargardu do Gdyni.
W latach 1975–1998 miejscowość administracyjnie należała do województwa słupskiego.